# David B. Wake
David Burton Wake (Webster, Dakota del Sur; 8 de junio de 1936 - 29 de abril de 2021) fue un profesor de biología y herpetología en la Universidad de California, Berkeley, fue un especialista internacional en especiación, especialmente desde la perspectiva de la evo-devo.

## Honores
Miembro de
- Asociación Americana para el avance de la Ciencia
- Sociedad Linneana de Londres
- Sociedad Filosófica americana
- 1998: Academia Nacional de las Ciencias

## Obra
- Alberch, P., S. J. Gould, G. F. Oster, and D. B. Wake. 1979. "Size and shape in ontogeny and phylogeny" Paleobiology 5: 296-317
- Wake, D. B. 1970. "The abundance and diversity of tropical salamanders" Amer. Nat. 104: 211-213
- --------------, Emmett Reid Dunn, Arden H. Brame. 1972. Salamanders of the family Plethodontidae. Smith College Fiftieth Anniversary Public. Soc. for the Study of Amphibians and Reptiles 7
- --------------. 1975. Collections of Preserved Amphibians and Reptiles in the United States. En: Herpetological Circulars 3. Soc. for the Study of Amphibians and Reptiles
- --------------. 1976. "Pattern in evolution" Science 192: 779
- --------------. 1978. "Shape, form, development, ecology, genetics, and evolution" Paleobiology 4: 96-99
- --------------. 1978. "Phylogenetic reconstruction" Science 199: 1428-1429
- --------------, James Francis Lynch. The Distribution, Ecology, and Evolutionary History of Plethodontid Salamanders in Tropical America Science Bull 25
- --------------. 1980. "A view of evolution" Science 210:1239-1240
- --------------. 1981. "How biology was unified" Evolution 35:1256-1257
- --------------. 1982. "Toward a comparative biology" Evolution 36:631-633
- --------------. 1984. "Evolution in slow motion" Science 226: 826
- --------------, A. Larson. 1987. "Multidimensional analysis of an evolving lineage" Science 238: 42-48
- --------------. 1989. Complex Organismal Functions: Integration and Evolution in Vertebrates : Report of the Dahlem Workshop on Complex Organismal Functions - Integration and Evolution in Vertebrates, Berlin 1988, August 28-September 2. Live Science Res. Report 45. Wiley
- --------------. 1991. "Declining amphibian populations" Science 253:860
- --------------. 1991. "Homoplasy: the result of natural selection, or evidence of design limitations?" Amer. Nat. 138: 543-567
- --------------, David A. Good. 1992. Geographic variation and speciation in the Torrent salamanders of the genus Rhyacotriton (Caudata: Rhyacotritonidae). Univ. of California Public. in Zoology 126. Univ. of California Press
- --------------. 2001. "Speciation in the round" Nature 409: 299-300
- --------------. 2002. "A few words about evolution" Nature 416: 787-788
- --------------. 2002. "On the scientific legacy of Stephen Jay Gould" Evolution 56: 2346